# Res Gestae Divi Augusti
A Res Gestae Divi Augusti ou Index rerum gestarum, isto é, os "Atos do divino Augusto", são uma narrativa escrita pelo próprio imperador romano, Augusto, antes da sua morte, citando as obras realizadas durante sua longa carreira política. O texto está em latim e em tradução grega sobre paredes do templo de Roma e Augusto (Monumento de Ancira) em Ancira, hoje Ancara na Turquia. Uma cópia do texto também está disponível na parede externa do Museu do Ara Pacis, na cidade de Roma.
Gravadas em placa de bronze para enfeitar o mausoléu do imperador de Roma, as Res Gestae originais se perderam. Seu conteúdo foi recuperado graças a uma cópia afixada no Monumento de Ancira. Dividido em 35 capítulos, o documento enumera os títulos conferidos a Augusto pelo senado e pelo povo romano, lista as doações à plebe, obras públicas e jogos promovidos pelo imperador. 
Além de revelar as bases sociais sobre as quais assentava o poder, as Res Gestae tinham sustentação no apoio da plebe urbana (que se beneficiava das doações em dinheiro e em trigo por Augusto), e nos jogos de gladiadores oferecidos às massas. O imperador era benquisto pelas elites das cidades da península Itálica e das províncias dominadas por Roma (aristocracia integrada ao governo central e ao senado). Era admirado pelos militares veteranos, que passaram a ser recompensados por seus serviços nas guerras com doações de terras. Augusto contava, também, com a simpatia dos equites, que sob o principado de Augusto passaram a fornecer os quadros para a nova burocracia imperial e muitas vezes se tornaram senadores. 
Sob bases sólidas, e por meio de um misto de força e consenso, o imperador se impôs: por um lado, se valia daquilo que o poeta Juvenal chamou de política do "pão e circo" (panem et circenses), por outro utilizava o domínio sobre o exército para deixar claro aos senadores quem estava no comando. Foi graças a essa articulação de força e persuasão que Augusto construiu a Pax Romana.